# Марта Колберн
Марта Колберн (англ. Martha Colburn) — кинорежиссёр и художница-мультипликатор. Она наиболее известна своими анимационными фильмами, созданными с помощью марионеток, коллажей и рисования на стекле. Также она делает инсталляции и показывает свои фильмы с живым музыкальным исполнением.

## Биография
Детство Колберн прошло недалеко от Аппалачи между Геттисбергом и Гаррисбергом, штат Пенсильвания. Она начала заниматься искусством в очень молодом возрасте, но начала работать с кино только в 1994 году.
Колберн покинула Аппалачи, чтобы поступить в Колледж искусств Мэрилендского института в Балтиморе. Её основным направлением было изобразительное искусство, но она также начала участвовать в экспериментальной музыкальной сцене Балтимора.
Её мотивация к работе с фильмами частично возникла из-за того, что она нашла 16-миллиметровые катушки со старыми учебными фильмами. «Младенцы с акрофобией» и «Представление возможностей» — два первых примера Колберн. Царапая, подкрашивая и склеивая саму пленку, Колберн создала свои первые кинематографические работы, манипулируя соответствующими образами.
После открытия Super-8 в 1995 году Колберн перешёл с 16 мм на 8 мм. Caffeine Jam — один из её первых анимационных фильмов, а Killer Tunes — это анимация с использованием марионеток.
После десяти лет жизни в Балтиморе Колберн переехала в Амстердам в 2000 году. Колберн сняла множество фильмов, включая Skelehellavision, анимированный и раскрашенный вручную фильм и Big Bug Attack. Колберн вернулась в США в 2005 году.
Колберн также использовала анимацию для музыкальных клипов. Она создала анимацию для сопровождения песни группы Deerhoof из Сан-Франциско «Wrong Time Capsule» в 2005 году и Сержа Танкяна «Lie, Lie, Lie» в 2007 году. Она создала анимацию для документального фильма 2005 года о музыканте Дэниеле Джонстоне под названием «Дьявол и Дэниел Джонстон».